# Chakapa

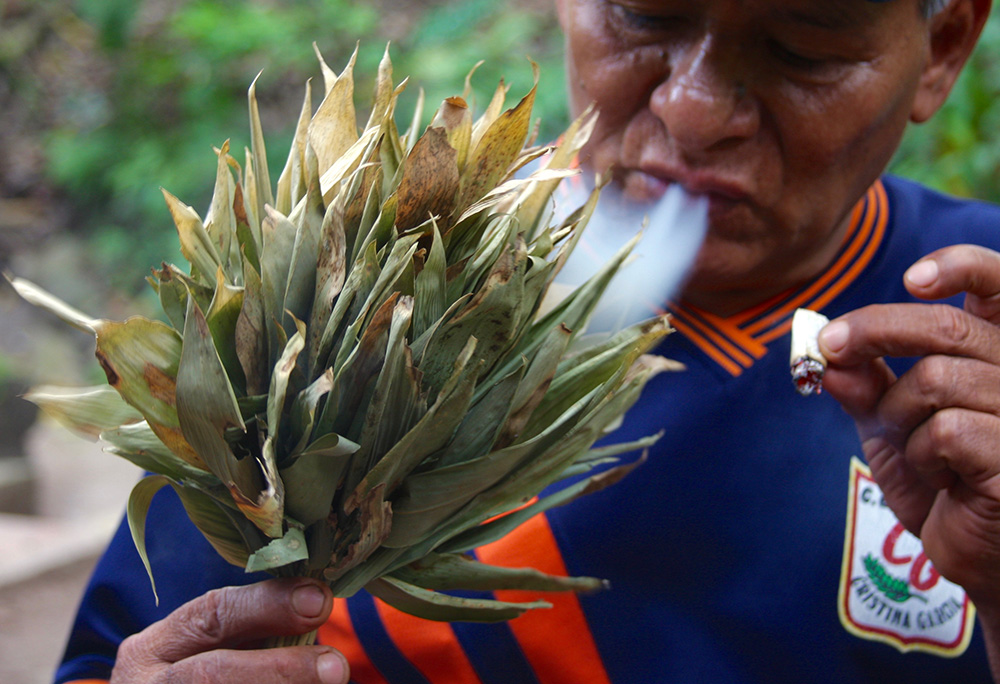
El maestro don José Vela icareando su chakapa con humo de mapacho antes de utilizarla.

La chakapa, también llamada shakapa o chacapa, llamada wayra en Colombia, hace referencia a un instrumento sonoro elaborado con hojas secas utilizado en rituales de la medicina tradicional amazónica, especialmente en las ceremonias de ayahuasca. El sonido generado por la chakapa puede acompañar la recitación de un íkaro (canto mágico).
Son utilizadas tanto dentro de la medicina tradicional mestiza como también por pueblos amazónicos originarios como los cofan, shuar, napuruna, akawayo y yagua.
Hoy en día, se producen y comercializan chakapas en Europa, Canadá y Estados Unidos a partir de las hojas de diferentes especies de plantas.
La chacapa o wayra se compone principalmente de hojas secas de plantas específicas, usualmente de las especies Pariana sppy Olyra latifolia, aunque la variedad de hojas puede variar según la región y la tradición cultural. Estas hojas se atan o trenzan juntas en un extremo, formando un mango que permite al usuario sostener y agitar el instrumento con facilidad. La parte de las hojas sueltas crea un efecto sonoro distintivo cuando se agita, que es característico en algunas de las prácticas de la medicina tradicional amazónica.

## Otros usos del nombre
En la región andina de Áncash en Perú, el término shaqapas o shaqshas hace referencia a unas danzas tradicionales rituales en donde sus danzantes llevan amarradas entres las pantorillas y el talón semillas de la planta llamada camalonga (Thevetia peruviana).
El pueblo kukama-kukamiria en el Bajo Ucayali en Perú utilizan shacapas, que ellos llaman tapakura, elaboradas con semillas alrededor de sus canillas durante sus danzas.